# Лілійний хрест

Лілійний хрест

Лілі́йний хре́ст (англ. cross flory, нім. Lilienkreuz; порт. cruz florenciada) — у європейському мистецтві хрест, що має лілії на кінцях. Різновид грецького хреста. Може мати форму римського хреста з ліліями. Одна з фігур в геральдиці, вексилології та фалеристиці. Підвиди — Авіський хрест, Алкантарський хрест, Калатравський хрест, Яківський хрест тощо. Інша назва — квітчастий хрест.

## Галерея

Лілійний (1)
Лілійний (2)
Лілійний (3)
Авіський
Алкантарський
Калатравський
Домініканський
Монтеський
Яківський